# Dovhe Pole, Ujhorod
Dovhe Pole (în ucraineană Довге Поле) este un sat în comuna Baranînți din raionul Ujhorod, regiunea Transcarpatia, Ucraina.

## Demografie
Componența lingvistică a localității Dovhe Pole
     Ucraineană (95,98%)
     Maghiară (3,18%)
     Alte limbi (0,67%)
Conform recensământului din 2001, majoritatea populației localității Dovhe Pole era vorbitoare de ucraineană (95,98%), existând în minoritate și vorbitori de maghiară (3,18%).